# Haynes International
Pour les articles homonymes, voir Haynes.

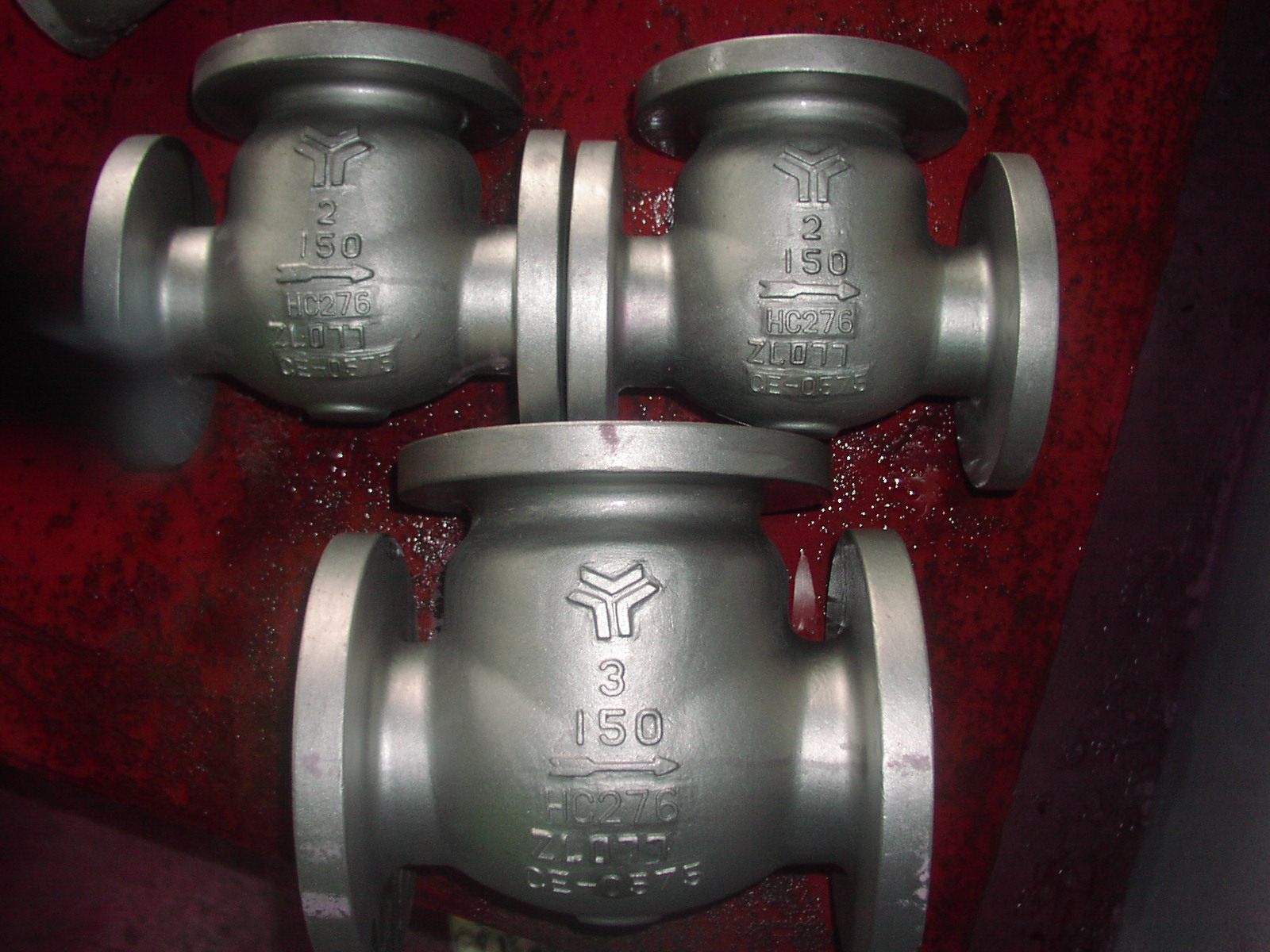
Trois clapets anti -retour en Hastelloy résistant à la corrosion.

Haynes International, Inc., dont le siège est à Kokomo, Indiana, est l'un des plus grands producteurs d'alliages résistant à la corrosion et aux hautes températures. Outre Kokomo, Haynes possède des usines de fabrication à Arcadia, en Louisiane, et à Mountain Home, en Caroline du Nord. L'usine de Kokomo est spécialisée dans les produits plats, l'usine d'Arcadia dans les produits tubulaires et l'usine de Mountain Home dans les produits en fil. Au cours de l'exercice 2018, les revenus de l'entreprise provenaient de l'aérospatiale (52,1 %), du traitement chimique (18,2 %), des turbines à gaz industrielles (12,0 %) et d'autres industries (12,3 %). Les alliages de la société sont principalement commercialisés sous les marques Hastelloy et Haynes. Ils sont à base de nickel, mais comprennent également du cobalt, du chrome, du molybdène, du tungstène, du fer, du silicium, du manganèse, du carbone, de l'aluminium et/ou du titane.

## Histoire
La société a été fondée par Elwood Haynes en 1912 à Kokomo, dans l'Indiana, sous le nom de Haynes Stellite Works. Haynes avait récemment reçu un brevet pour un métal qu'il avait créé, qu'il a nommé Stellite.
En 1920, la société a été rachetée par  Union Carbide.
En 1922, la société a inventé son premier alliage sous la marque  Hastelloy, provenant des mots "Haynes Stellite Alloy".
En 1927, l'avion de Charles Lindbergh, le Spirit of St. Louis, qui comprenait des soupapes de moteur à surface dure fabriquées par Haynes, traversa l'océan Atlantique.
En 1970, Cabot Corporation a acheté la société.
En 1989, la banque d'investissement Morgan, Lewis, Githens et Ahn a acheté la société.
En 1997, le groupe Blackstone a acheté la société. La dette contractée a finalement contraint Haynes à la faillite en mars 2004, dont elle est sortie 5 mois plus tard, en août 2004.
En 1999, la société a ouvert un bureau à Singapour, son premier bureau de vente en Asie.
En 2004, la société a acquis Branford Wire & Manufacturing de Mountain Home, Caroline du Nord. 
En mars 2007, Haynes est devenue une société anonyme avec appel public à l'épargne via une introduction en bourse,.
Le programme de la navette spatiale américaine, qui s'est terminé en 2011, a utilisé un total de 47 pièces en alliage Haynes 188 et 7 en alliage Hastelloy B de Haynes dans ses moteurs. L'alliage Hastelloy C-22 a été utilisé pour les soufflets des conduites de carburant qui ont aidé à réaliser le décollage.